# 圆齿鼍属
圆齿鼍属（学名:Globidentosuchus),是一种已灭绝的短吻鳄科，生存于中新世晚期（约1100万年前至约530万年前）的委内瑞拉，2013年由Schyer et zl发现，模式种是短吻圆齿鼍（G Brachyrostris），长1.72米，重16.7千克。